# مک‌کلسفیلد
latitudeمک‌کلسفیلدlongitudeمک‌کلسفیلد
مک‌کلسفیلد (به انگلیسی: Macclesfield) شهری در منطقهٔ چشر کشور انگلستان است که این کشور خود بخشی از بریتانیا محسوب می‌شود. این شهر در سال ۱۹۹۱ میلادی ۵۰٫۲۷۰ نفر جمعیت داشته و در سرشماری سال ۲۰۰۱ جمعیت آن به ۵۰٫۶۸۸ نفر رسیده‌است. میزان رشد سالانهٔ جمعیت مک‌کلسفیلد ‎۰٫۰۲ درصد می‌باشد و جمعیت این شهر در سال ۲۰۱۲ به ۵۰٫۷۸۲ نفر تغییر یافت.